# 卧虎镇
卧虎镇，是中华人民共和国吉林省四平市双辽市下辖的一个乡镇级行政单位。

## 行政区划
卧虎镇下辖以下地区：
西安社区、东安社区、卧虎村、五星村、同乐村、孤店村、白山村、九家子村、六家子村、前六家子村、报马村、贺家村、佐岭村、大富村、五家子村、浩然村、协力村、东兴村、东方红村、土山村和四合村。